# Araeoncus victorianyanzae
Araeoncus victorianyanzae är en spindelart som beskrevs av Lucien Berland 1936. Araeoncus victorianyanzae ingår i släktet Araeoncus och familjen täckvävarspindlar. Inga underarter finns listade i Catalogue of Life.